# Cleto González Víquez

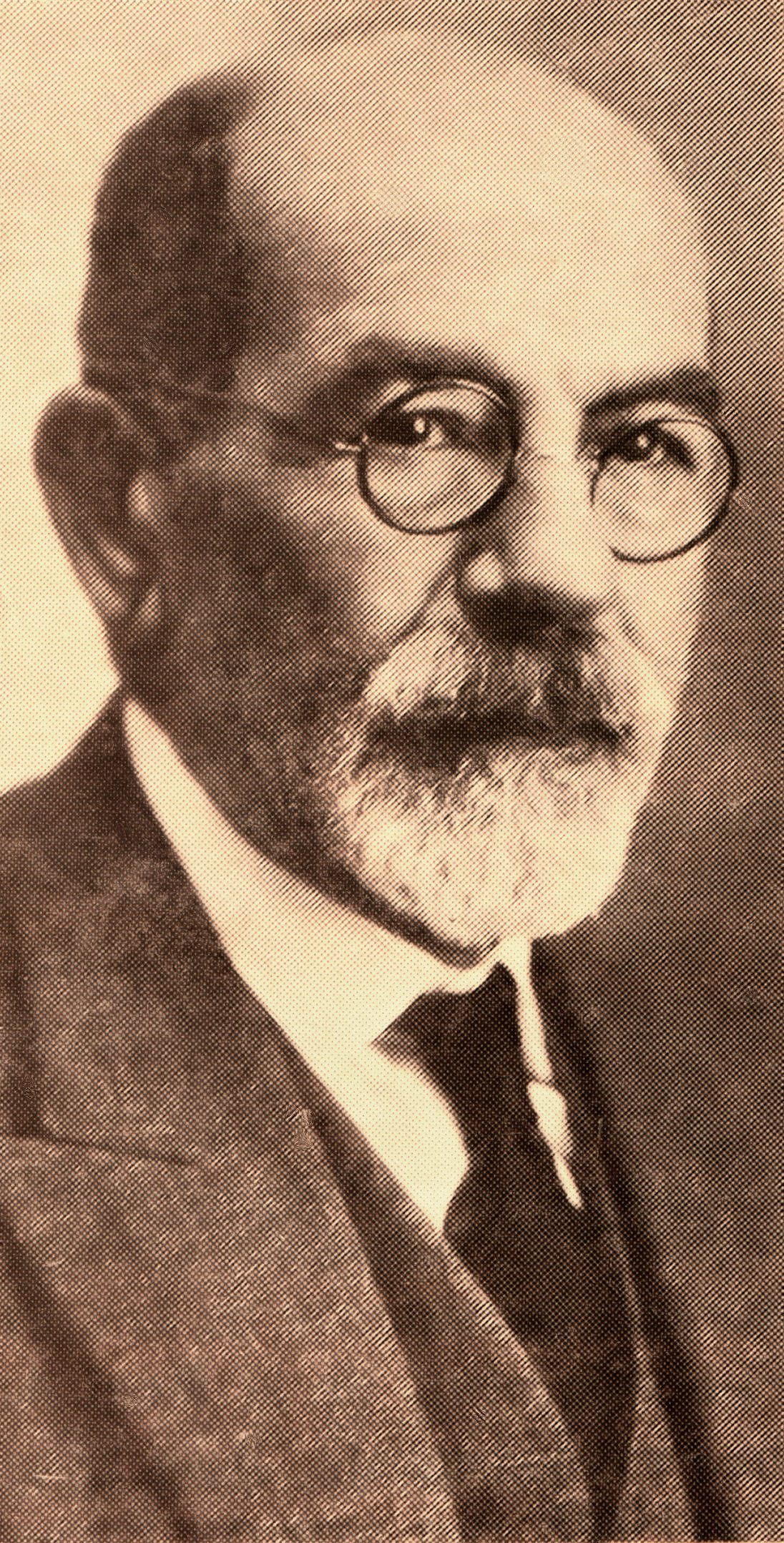
Cleto González Víquez

Cleto González Víquez (* 13. Oktober 1858  in Barva, Heredia, Costa Rica; † 23. September 1937 in San José, Costa Rica) war zweimaliger Staatspräsident des mittelamerikanischen Costa Rica. Zudem war er Diplomat und Bürgermeister von San José und auch einer der bedeutendsten Historiker des Landes.

## Leben

### Privates
Seine Mutter war Aurora Víquez Murillo und sein Vater Cleto González Pérez. Er heiratete am 12. Mai 1889 Adela Herrán Bonilla (1861–1932), Tochter von Lastenia Bonilla y Gutiérrez und Ramón Herrán y López. Er hatte neun Kinder.

### Frühe Laufbahn und Vorbereitung auf die Präsidentschaft
Cleto González Víquez studierte Recht und wurde Rechtsanwalt, später Präsident der Anwaltskammer und Präsident der Junta de Caridad de San José (Amt für soziale Sicherheit). Danach schlug er die Diplomatenlaufbahn ein. 1885 wurde er Botschaftssekretär der Regierung Ramón Bernardo Soto Alfaro in Washington, D.C., 1886 ging er in derselben Funktion nach Guatemala-Stadt.
1886 wurde González Víquez außerdem Staatssekretär im Außenministerium. 1887–1888 war er Regierungsminister im Kabinett von Ramón Bernardo Soto Alfaro. 1889 wurde er Vertrauensmann der Regierung Ramón Bernardo Soto Alfaro in Nicaragua. Im selben Jahr wurde er Außenminister. 
González Víquez hatte im Laufe seiner Karriere zahlreiche weitere öffentliche Ämter inne. 1892 und von 1916 bis 1917 war er beispielsweise Abgeordneter für San José. Von 1902 bis 1906 war González Víquez zweiter Stellvertreter des Präsidenten Ascensión Esquivel Ibarra. Von 1902 bis 1903 war er zudem Finanz- und Handelsminister in dessen Regierungskabinett. Von 1904 bis 1905 war er Landrat des Municipios San José.

### Erfolge seiner beiden Amtszeiten als Präsident Costa Ricas
González Víquez war zwei Mal Präsident Costa Ricas. Seine erste Amtszeit ging vom 8. Mai 1906 bis zum 8. Mai 1910, die zweite vom 8. Mai 1928 bis zum 8. Mai 1932.
Als Erfolge können gewertet werden:
- Bau der Eisenbahn nach Puntarenas am Pazifik
- Teilnahme an der Zentralamerikanischen Friedenskonferenz in Washington
- Schaffung der Ressorts Arbeit und Soziale Sicherheit sowie Ausarbeitung eines Arbeitsgesetzes
- Schaffung des Landwirtschaftsministeriums
- Gründung eines staatlichen Elektrizitätsversorgungsunternehmens, der Servicio Nacional de Electricidad.
- Elektrifizierung der Bahnstrecke zum Pazifik
- Staatsbesuch von Herbert C. Hoover auf einer Goodwill tour[4]
- Gründung des Büros des Generalstaatsanwalts der Republik
- Gründung des Patronato Nacional de la Infancia
- Gründung der ersten nationalen Luftverkehrsgesellschaft
- Pflasterung der Straßen San Josés
- Bau der Nationalbibliothek

Aufgrund der Weltwirtschaftskrise ab 1929 sah er sich in seiner zweiten Amtszeit mit einer schwierigen Haushaltslage konfrontiert.

## Bibliographie
- Cleto González Víquez. In: Museo Nacional de Costa Rica. Abgerufen am 31. Oktober 2023 (spanisch).
- Urbina Gaitán, C. (2017): Identidad nacional, historia de elite y prensa en Costa Rica. Los funerales de Estado del Lic. Cleto González Víquez (1937) y del Lic. Braulio Carrillo Colina (1972). Kóot (Online). (8) 9–23.